# NGC 6156
NGC 6156 is een balkspiraalstelsel in het sterrenbeeld Zuiderdriehoek. Het hemelobject werd op 24 april 1835 ontdekt door de Britse astronoom John Herschel.

## Synoniemen
- ESO 137-33
- FAIR 329
- IRAS 16304-6030
- PGC 58536